# Jeotgalicoccus
Jeotgalicoccus ist eine Gattung von Bakterien. Sie zählt zu der Familie der Staphylococcaceae. Benannt ist die Gattung nach den koreanischen fermentierten Meeresfrüchten Jeotgal, aus der die zuerst entdeckte Bakterienart der neu beschriebenen Gattung isoliert wurde. Viele Vertreter der Gattung sind halotolerant bis halophil, d. h., sie können in Umgebungen mit hohen Salzkonzentration leben. Bis 2011 wurden neun verschiedene Arten von Jeotgalicoccus entdeckt.

## Merkmale

### Erscheinungsbild
Die Zellen von Jeotgalicoccus-Arten sind kokkenförmig und nicht zur aktiven Bewegung fähig, sie sind nicht motil. Sie sind grampositiv und bilden keine Endosporen.

### Wachstum und Stoffwechsel
Der Stoffwechsel ist bei den meisten Arten fakultativ anaerob, d. h., sie zeigen auch unter anaeroben Bedingungen – also unter Sauerstoffausschluss – Wachstum und führen eine Gärung durch. Eine durch Zhu-Xiang Liu et al. 2011 neu entdeckte Art ist jedoch strikt aerob. Weiterhin ist der Stoff- und Energiewechsel als chemoorgano-heterotroph zu kennzeichnen. Der Katalase- und der Oxidase-Test fällt positiv aus. Viele Vertreter der Gattung sind halotolerant bis halophil, d. h., sie können in Umgebungen mit hohen Salzkonzentration leben. Der pH-Wert für bestes Wachstum liegt bei 7,0–8,0, während bei einem pH-Wert von weniger als 5,5 kein Wachstum mehr erfolgt.
Die Vertreter der Gattung besitzen nicht das Enzym Urease (Ausnahme: J. halophilus) und sind nicht zur Nitratreduktion fähig. Sie können die Aminosäure Tyrosin durch Hydrolyse abbauen. Hingegen können sie die Substrate Casein, Stärke, Xanthin und Hypoxanthin nicht hydrolysieren, ebenso wenig sind sie zur Äskulinspaltung fähig. Diese Angaben basieren auf der Erstbeschreibung der Gattung (2003) durch Jung-Hoon Yoon u. a., einige später entdeckte und beschriebene Arten zeigen teilweise Abweichungen von dieser Gattungsbeschreibung, beispielsweise sind sie nicht in der Lage, Tyrosin zu hydrolysieren (vergleiche tabellarische Übersicht).
Die Spezies der Gattung können anhand folgender Merkmale unterschieden werden. Mit der Entdeckung weiterer Jeotgalicoccus-Arten wurden diese Unterscheidungsmerkmale erweitert.
| Merkmale                                        | J. halotolerans (2003) | J. psychrophilus (2003) | J. pinnipedialis (2004) | J. marinus (2009) | J. huakuii (2010) | J. aerolatus (2011) | J. coquinae (2011) | J. halophilus (2011) | J. nanhaiensis (2011) |
| ----------------------------------------------- | ---------------------- | ----------------------- | ----------------------- | ----------------- | ----------------- | ------------------- | ------------------ | -------------------- | --------------------- |
| Wachstum bei 4 °C                               | +                      | +                       | –                       | –                 | –                 | –                   | –                  | +                    | +                     |
| Wachstum bei 37 °C                              | +                      | –                       | +                       | +                 | +                 | +                   | +                  | +                    | +                     |
| Wachstum bei 42 °C                              | + bzw. –               | –                       | +                       | +                 | +                 | + bzw. –            | + bzw. –           | –                    | +                     |
| Wachstum bei 45 °C                              | –                      | –                       | –                       | +                 | –                 | –                   | –                  | –                    | +                     |
| Wachstum in einem Nährmedium mit 0 % NaCl       | +                      | – bzw. +                | –                       | –                 | +                 | +                   | +                  | –                    | –                     |
| Wachstum in einem Nährmedium mit 14 % NaCl      | +                      | +                       | –                       | +                 | +                 | +                   | +                  | +                    | +                     |
| Wachstum in einem Nährmedium mit 20 % NaCl      | +                      | –                       | –                       | +                 | +                 | –                   | –                  | –                    | +                     |
| Wachstum in einem Nährmedium mit 25 % NaCl      | –                      | –                       | –                       | +                 | –                 | –                   | –                  | –                    | +                     |
| Assimilation von L-Arabinose unter Säurebildung | +                      | –                       | –                       | +                 | +                 | –                   | –                  | –                    | –                     |
| Assimilation von D-Fructose unter Säurebildung  | –                      | –                       | –                       | +                 | +                 | +                   | –                  | +                    | +                     |
| Assimilation von D-Galactose unter Säurebildung | –                      | –                       | k. D.                   | +                 | –                 | –                   | –                  | –                    | –                     |
| Assimilation von D-Glucose unter Säurebildung   | – bzw. +               | – bzw. +                | – bzw. (+)              | +                 | –                 | (+) bzw. –          | (+) bzw. –         | +                    | +                     |
| Assimilation von D-Mannitol unter Säurebildung  | +                      | –                       | –                       | +                 | –                 | –                   | +                  | + (nur Typusstamm)   | +                     |
| Assimilation von D-Ribose unter Säurebildung    | +                      | –                       | –                       | –                 | k. D.             | –                   | –                  | k. D.                | +                     |
| Urease                                          | –                      | –                       | –                       | –                 | –                 | –                   | –                  | +                    | –                     |
| Hydrolyse von Gelatine                          | –                      | –                       | +                       | –                 | –                 | –                   | +                  | –                    | –                     |
| Hydrolyse von Tyrosin                           | +                      | + bzw. –                | +                       | –                 | +                 | –                   | +                  | +                    | k. D.                 |

Für einige Tests liegen bei den Spezies keine Daten (k. D.) vor, (+) bedeutet ein schwach positives Ergebnis. Zum Teil führte eine spätere Untersuchung durch eine andere Wissenschaftlergruppe zu einem abweichenden Testergebnis, dieses ist mit Hinweis auf die Literaturstelle und dem Zusatz „bzw.“ ebenfalls angegeben.

### Chemotaxonomische Merkmale
Die Mureinschicht in der Zellwand enthält die Diaminosäure L-Lysin als diagnostisch wichtige Aminosäure an Position 3 der Peptidbrücke. Das Haupt-Menachinon ist MK-7, nach der erweiterten Beschreibung der Gattung kann auch MK-6 vorkommen. Die in den Membranlipiden vorkommenden Fettsäuren sind hauptsächlich Moleküle mit einer ungeraden Zahl von Kohlenstoffatomen (C15) und keiner Doppelbindung (gesättigte Fettsäuren). Es handelt sich um die verzweigtkettigen Fettsäuren mit den Abkürzungen anteiso-C15:0 (anteiso-Pentadecansäure) und iso-C15:0 (iso-Pentadecansäure). Der GC-Gehalt (der Anteil der Nukleinbasen Guanin und Cytosin) in der Bakterien-DNA liegt zwischen 36 und 42 Mol-Prozent.

### Nachweise
Zur Isolierung von Jeotgalicoccus-Arten aus Umweltproben und für die Kultivierung der Bakterien eignen sich Nährmedien, die Pepton, Hefeextrakt und Mineralsalze enthalten. Außerdem lassen sich die meisten Arten auf Baird-Parker-Agar (BP) kultivieren, einem Nährmedium, das auch für Vertreter der Gattung Staphylococcus verwendet wird. Die untersuchten Arten wachsen auf BP als schwarze Kolonien, die keinen Hof bilden, somit ähneln sie den Kolonien von koagulasenegativen Staphylokokken. Für eine weitere Unterscheidung können die biochemischen Merkmale untersucht werden oder genetische Untersuchungen erfolgen, wie mit Hilfe der PCR (Polymerase-Kettenreaktion).

## Systematik
Die Gattung Jeotgalicoccus zählt zu der Familie der Staphylococcaceae in der Ordnung der Bacillales. Die Typusart ist Jeotgalicoccus halotolerans. Sie wurde – zusammen mit der neu etablierten Gattung – 2003 von Jung-Hoon Yoon et al. erstbeschrieben. 2011 wurde Jeotgalicoccus nanhaiensis durch Zhu-Xiang Liu u. a. entdeckt und erstbeschrieben, dies führte auch zu einer erweiterten Beschreibung der Gattung. Phylogenetische Untersuchungen zeigen eine nahe Verwandtschaft mit den Gattungen Salinicoccus (Ventosa et al. 1990) und Nosocomiicoccus (Morais et al. 2008). Weitere verwandte Gattungen sind Macrococcus (Kloos et al. 1998) und Staphylococcus (Rosenbach 1884), diese vier Gattungen bilden zusammen mit Jeotgalicoccus die Familie Staphylococcaceae.
Folgende Arten sind bekannt (Stand März 2015):
- Jeotgalicoccus aerolatus Martin et al. 2011
- Jeotgalicoccus coquinae Martin et al. 2011
- Jeotgalicoccus halophilus Liu et al. 2011
- Jeotgalicoccus halotolerans Yoon et al. 2003
- Jeotgalicoccus huakuii Guo et al. 2010
- Jeotgalicoccus marinus Chen et al. 2009
- Jeotgalicoccus nanhaiensis Liu et al. 2011
- Jeotgalicoccus psychrophilus Yoon et al. 2003

Die Art Jeotgalicoccus pinnipedialis wurde 2024 zu der Gattung Phocicoccus gestellt.

## Vorkommen und Bedeutung
Der Gattungsname Jeotgalicoccus leitet sich von dem neulateinischen Wort Jeotgalum her und bezieht sich auf den Fundort der erstbeschriebenen Art. Sie wurde aus koreanischen fermentierten Meeresfrüchten Jeotgal isoliert. Das Habitat weiterer Arten umfasst Böden, vor allem solche, die mit salzhaltigem Wasser in Kontakt stehen, wie das Sediment eines Salzsees oder ein Küstenstrand. Daher sind viele der bisher entdeckten Arten halotolerant oder halophil. Auch von Lebewesen wurden Jeotgalicoccus-Arten isoliert, beispielsweise aus der Mundflora einer Robbe oder von einem Seeigel.
Ähnlich wie Micrococcus-Arten wurde Jeotgalicoccus auch in der Luft oder auf Staub nachgewiesen. Daher vermuten Wissenschaftler der Technischen Universität München, dass Jeotgalicoccus-Arten weit verbreitet in der Umwelt sind, dass sie aber noch nicht entdeckt bzw. identifiziert wurden. Ein Grund dafür ist die Ähnlichkeit mit der Gattung Staphylococcus, mit der sie leicht verwechselt werden können und die – im Gegensatz zu Jeotgalicoccus – seit langer Zeit bekannt ist. Die Wissenschaftler bezeichnen die Gattung daher als “almost entirely unknown” („beinah völlig unbekannt“). Gleichzeitig schlagen sie vor, mit Hilfe der Kultivierung auf Baird-Parker-Agar epidemiologische Studien zur Verbreitung von Jeotgalicoccus-Arten durchzuführen, um mehr über den Stoffwechsel, aber auch eine mögliche Pathogenität der Bakterien zu erfahren.